# Нюхемпшир
Нюхемпшир (на английски: New Hampshire) е кестенявочервена кокоша порода за месо и яйца. Създадена е в САЩ. Широко разпространена е, включително и в България. Кокошките тежат 2,5-2,9 кг, а петлите – 3,4-3,8 кг. Средно годишно снася 175 яйца, с тегло 65 гр.

## История
Нюхемпшир e сравнително нова порода, която е приета до стандарт през 1935 г. Тя представлява специализиран подбор на породата Червен Роуд Айлънд. Чрез интензивен избор за бърз растеж, бързо оперяване, ранна зрелост и жизненост, различната порода възниква постепенно. Това става в Нова Англия, главно в щатите Масачузетс и Ню Хемпшир, откъдето носи името си.

## Характеристики
Породата притежава едро, широко тяло и бързорастящи пера. Повечето пера са червеникави на цвят и. Цветът като цяло е от средно до светлочервен и често избледнява на слънце. Гребенът е непрекъснат и средно голям по размер, а при женските често е крепнал. Кокошките имат добра способност за яйценосене. Някои щамове снасят яйца с черупки в тъмнокафяв цвят. Нюхемпшир е агресивна порода.